# スクラーファニ・バーニ
スクラーファニ・バーニ（イタリア語: Sclafani Bagni, シチリア語: Sclàfani Bagni）は、イタリア共和国シチリア自治州パレルモ県にある、人口約400人の基礎自治体（コムーネ）。

## 地理

### 位置・広がり
パレルモ県中部のコムーネ。テルミニ・イメレーゼから南東へ23km、県都パレルモから南東へ54kmの距離にある。

#### 隣接コムーネ
隣接するコムーネは以下の通り。括弧内のCLはカルタニッセッタ県所属を示す。
- アーリア
- アリミヌーザ
- カッカモ
- カルタヴトゥーロ
- カストロノーヴォ・ディ・シチーリア
- チェルダ
- モンテマッジョーレ・ベルシート
- ポリッツィ・ジェネローザ
- シッラート
- ヴァッレドルモ
- ヴァッレルンガ・プラタメーノ (CL)